# الساندرو پیووسان
الساندرو پیووسان (انگلیسی: Alessandro Piovesan؛ زادهٔ ۳۰ اکتبر ۱۹۷۵) بازیکن فوتبال اهل ایتالیا است.
از باشگاه‌هایی که در آن بازی کرده‌است می‌توان به باشگاه فوتبال ونتزیا، باشگاه فوتبال پادوا، باشگاه فوتبال پیزا، باشگاه فوتبال جنوآ، و باشگاه فوتبال یو. اس. پرگولیتزه اشاره کرد.